# Seyhan Yildiz
Seyhan Yildiz (* 30. April 1989 in Grabs, Schweiz) ist ein liechtensteinisch-türkischer Fussballspieler.

## Karriere

### Verein
Yildiz spielte in seiner Jugend für den liechtensteinischen Hauptstadtklub FC Vaduz. 2007 wechselte er in die Schweiz zum FC Altstätten, ehe er sich 2008 dem FC Landquart anschloss. In der Winterpause der Saison 2008/09 wechselte Yildiz in die zweite Mannschaft von Austria Lustenau. Anfang 2010 verpflichtete ihn der FC Widnau, bevor er 2011 zum FC Schaan weiterzog. Seit 2013 steht er beim FC Balzers unter Vertrag.

### Nationalmannschaft
Seyhan Yildiz gab sein Länderspieldebüt für die liechtensteinische Fussballnationalmannschaft am 6. Februar 2013 beim 0:1 gegen die Aserbaidschan, als er in der 85. Minute für Andreas Christen eingewechselt wurde. Bisher bestritt er 53 Länderspiele, wobei er ein Tor erzielen konnte. Zumeist kommt Yildiz als Einwechselspieler zum Einsatz.